# Russ Meyer (réalisateur)
Pour les articles homonymes, voir Meyer et Russ Meyer.
Russell Albion Meyer, dit Russ Meyer (né le 21 mars 1922 à Oakland en Californie et mort le 18 septembre 2004 à Hollywood Hills en Californie), est un réalisateur, scénariste et photographe américain.
Il est principalement connu pour ses réalisations de films de sexploitation dont plusieurs ont eu un certain succès.

## Biographie
Russ Meyer naît le 21 mars 1922 à San Leandro près d'Oakland en Californie, d'un père policier et d'une mère infirmière. Lydia, sa mère, d'origine allemande l'éleve seule. En 1936, à l'occasion de ses 14 ans, elle lui offre une caméra Univex 8 mm et il commence très jeune à tourner des films amateurs, pour remporter ses premiers prix dès l'âge de 15 ans. Mais la puberté et l'adolescence arrivent bientôt et avec elles leur lot d'émois, de frustration et de fantasmes. À l'époque, Russ Meyer, plutôt timide avec les filles et pas vraiment en avance sexuellement, lit assidûment les bandes dessinées d'Al Capp, les « Lil' Abner Stories » qui racontent les aventures d'un mâle, stupide et musclé et de sa sculpturale épouse, Daisy Mae. À la fin de son adolescence, Russ Meyer commence à fréquenter assidûment les shows « burlesques ». Ce sont ses premiers « émois personnels ». Spectacle gentiment érotique mêlant musique, danse, sketches et strip-tease, le « show burlesque » détourne avec humour le folklore de la pin-up.
En 1942, après son engagement dans l'armée américaine, il est incorporé dans une unité des actualités hebdomadaires filmées de l'US Army. Sa compagnie est bientôt placée sous le commandement du général Patton. Russ Meyer accoste sur les côtes françaises à Omaha Beach en Normandie, le 6 juin 1944 et filme le débarquement de la IIIe armée américaine. Affecté à la 2e division blindée du général Leclerc, il entre dans Paris le 25 août 1944. Certaines de ses prises de vue seront utilisées 25 ans plus tard dans le film Patton de Franklin J. Schaffner. Après la libération de la capitale française, il fonce vers l'Est avec l'armée de Patton, participe à la Bataille des Ardennes, pénètre en Allemagne en février 1945 où il photographie les camps de concentration avant d'atteindre la Tchécoslovaquie.
Démobilisé, Russ Meyer revient chez lui à Oakland le 14 décembre 1945. En 1946, il réussit à entrer dans une société de production de films industriels. Parallèlement, il approfondit ses connaissances du « show burlesque ». Il prend alors des photos d'une jeune femme, Eve, qui devient bientôt son modèle favori puis sa petite amie et enfin sa femme. En 1955, deux ans après la création du magazine Playboy, la Playmate du mois de juin est une certaine Eve Meyer photographiée par son mari.

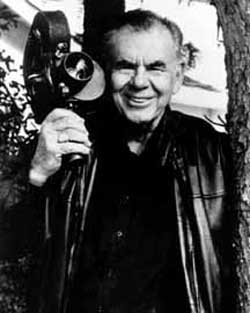
Russ Meyer en 1996 (photo de Roger Ebert).

Après un court documentaire intitulé The French peep show, réalisé en 1950, il entame une carrière de cinéaste marginal et se distingue dès sa première œuvre de fiction, The Immoral Mr. Teas (1959), film muet de 63 minutes en couleurs, sorte de « Les Vacances de monsieur Hulot perverti ». Russ Meyer vient d'inventer un genre nouveau, le « nudie ». Le film rapportera plus d'un million de dollars soit 40 fois son coût de production. Russ Meyer tourne dans les trois ans qui suivent 4 nudies.
Grâce au million de dollars de recettes engendré par ce long métrage, il finance lui-même ses réalisations suivantes. Avec Le Désir dans les tripes (1965) et Faster, Pussycat! Kill! Kill!, il impose son propre style : l'exploration d'une sexualité rurale à travers des intrigues rudimentaires mais pimentées de violence et servies par des héroïnes à la poitrine démesurée.
À la fin des années 1960, Russ Meyer se trouve à la croisée des chemins. D'un côté, les films pornographiques commencent à faire leur apparition dans certains sex-shops de San Francisco. De l'autre, la nudité est devenue habituelle dans les films classiques. Refusant d'entrer dans le monde du X mais incapable d'engager des stars pour ses films à petit budget, Russ Meyer contre-attaque avec Vixen. C'est avec ce film qu'il va connaître ses plus graves démêlés avec la justice. Ce film va lui rapporter 15 millions de dollars US pour un budget de 72 000 $, mais va surtout lui ouvrir enfin les portes d'un grand studio d'Hollywood. Il met en scène pour la Fox La Vallée des plaisirs (1970), l'histoire d'un groupe de rockeuses (The Carrie Nations) prêtes à tout pour réussir à Hollywood, film qui connaît un beau succès puis The Seven minutes (1971), un drame interprété par John Carradine sur le procès d'un écrivain accusé de pornographie, mais ce film va être un véritable bide.
Commence alors une traversée du désert qui va durer trois ans. Puis Russ Meyer renoue avec son univers de nymphomanes vengeresses à travers les « kitchissimes » Supervixens (1975), MegaVixens (1976) et Ultravixens (1979). Avec sa façon folle de délirer, le cinéma n'est qu'une mise à sac des clichés de la série B hollywoodienne, une sorte de soulagement.
À la fin des années 1970, Russ Meyer travaille au script d'un film avec les Sex Pistols et Marianne Faithfull, Who Killed Bambi?, qui après huit versions de scénario, voit le tournage commencer en octobre 1977 en Angleterre, mais sera interrompu au bout de trois jours pour des raisons obscures.
Dans les années 1980, il délaisse la caméra pour la plume, écrivant notamment son autobiographie (A clean breast). En 1999, il fait reparler de lui en portant plainte contre sa compagne, Debra Angela Masson, pour violence conjugale.
Il meurt chez lui, à Hollywood Hills, des suites d'une pneumonie et alors qu'il est atteint de la maladie d'Alzheimer.

## Un goût pour la subversion
Les films de Russ Meyer se distinguent des films pornographiques traditionnels par une volonté subversive. Dans une Amérique puritaine, il se plaît à provoquer la censure et à pourfendre les valeurs morales chrétiennes, au premier rang desquelles la famille et le mariage, en faisant l'apologie des perversions sexuelles et de l'homosexualité ainsi qu'en montrant crûment des scènes de violence.
Il concourt à « l'insurrection artistique » qui aboutira à l'abrogation du code Hays en 1966 qui soumettait l'industrie du cinéma aux exigences de la morale judéo-chrétienne.

## Filmographie
- 1950 - The French Peep Show

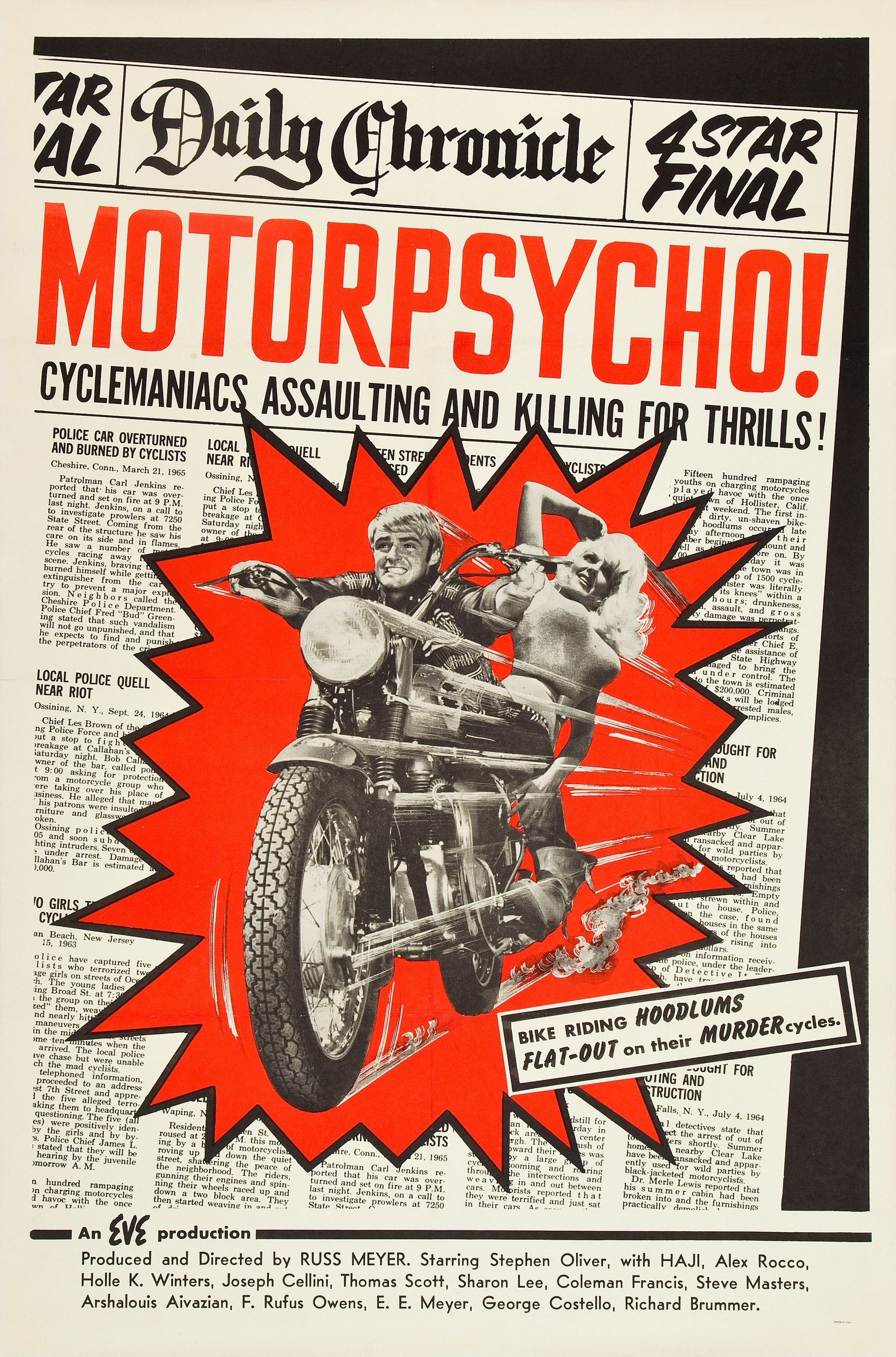
Les Enragés de la Moto.

- 1959 - L'Immoral Mr. Teas (The Immoral Mr. Teas)
- 1959 - This Is My Body
- 1960 - Naked Camera
- 1961 - Ève et son homme à tout faire (Eve and the Handyman)
- 1961 - Erotica
- 1962 - Wild Gals of the Naked West ou The Immoral West and How It was Lost
- 1963 - Europe in the Raw
- 1963 - Heavenly Bodies!
- 1963 - Skyscrapers and Brassieres
- 1964 - Lorna, l'incarnation du désir (Lorna)
- 1964 - Fanny Hill (en)
- 1965 - Le Désir dans les tripes (Mudhoney)
- 1965 - Les Enragés de la Moto (Motorpsycho)
- 1965 - Faster, Pussycat! Kill! Kill!
- 1966 - Mondo Topless
- 1967 - L'Ile des Désirs (Common Law Cabin)
- 1967 - Bonjour les Filles (Good Morning...and Goodbye!)
- 1968 - À corps perdu (Finders Keepers, Lovers Weepers!)
- 1968 - Vixen
- 1969 - Cherry, Harry and Raquel
- 1970 - La Vallée des Plaisirs / Orgissimo (Beyond the Valley of the Dolls / Hollywood Vixens)
- 1971 - The Seven Minutes
- 1972 - Serpent noir (Black Snake)
- 1975 - Supervixens
- 1976 - Mega Vixens (Up!)
- 1978 - Who Killed Bambi? (non terminé)
- 1979 - Ultra Vixens (Beneath the Valley of the Ultravixens)
- 2001 - Pandora Peaks